# Aurora (kommun i Brasilien, Santa Catarina)
Aurora är en kommun i Brasilien.   Den ligger i delstaten Santa Catarina, i den södra delen av landet, 1 300 km söder om huvudstaden Brasília. Antalet invånare är 5 552. Arean är 207 kvadratkilometer.
Terrängen i Aurora är lite kuperad.
Omgivningarna runt Aurora är en mosaik av jordbruksmark och naturlig växtlighet. Runt Aurora är det ganska glesbefolkat, med 24 invånare per kvadratkilometer.